# Hermanas de la Caridad de la Orden Teutónica
La Congregación de Hermanas de la Caridad de la Orden Teutónica (oficialmente en latín: Congregatio Sororum Caritatis Ordinis teutonicus) es una congregación religiosa católica femenina, de vida apostólica y de derecho pontificio, fundada en 1841 por el archiduque Maximiliano de Austria-Este, en Lana (Italia). A las religiosas de este instituto se les conoce también como hermanas teutónicas y posponen a sus nombres las siglas O.T.

## Historia

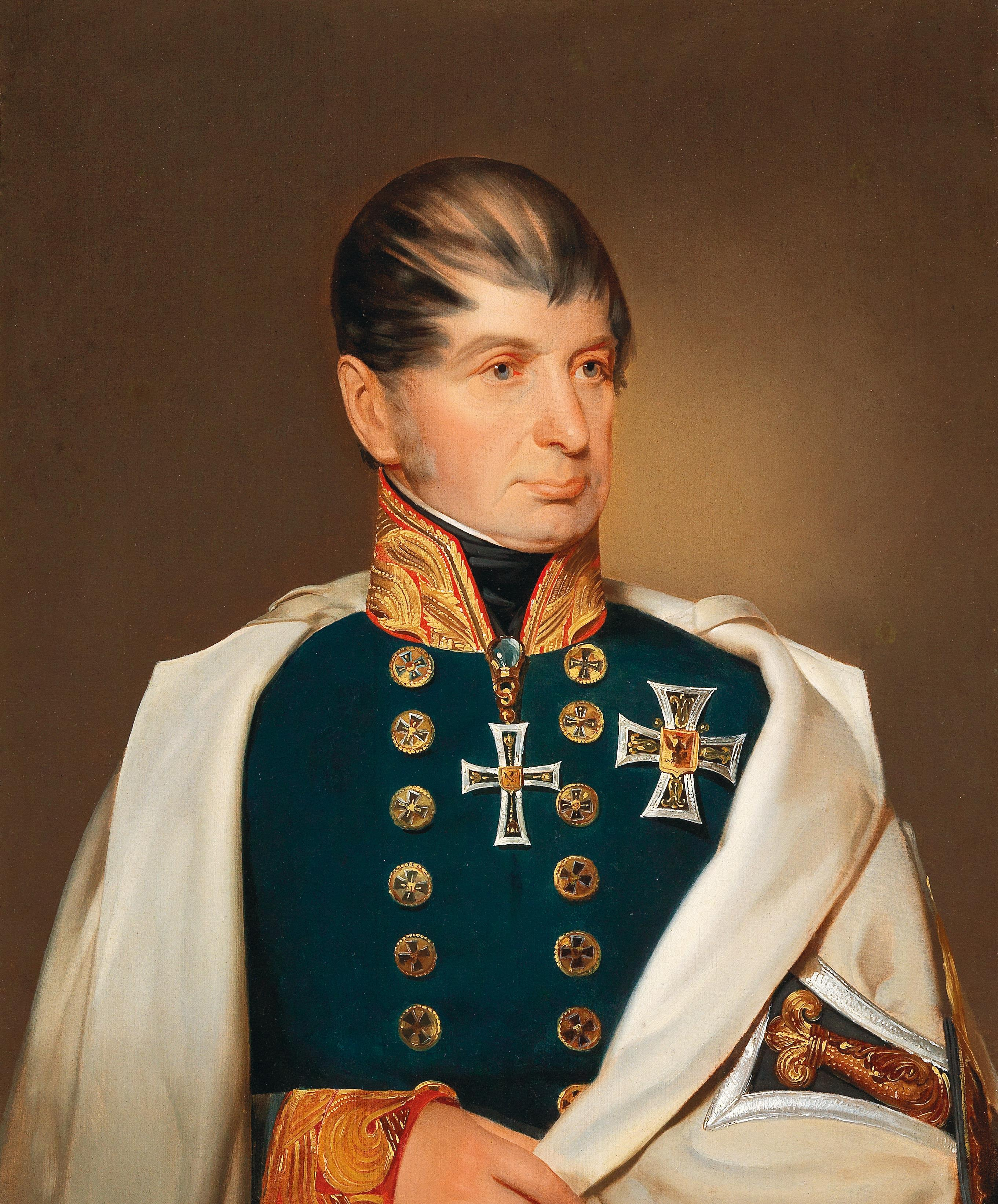
El archiduque Maximiliano de Austria-Este (1782-1863), gran maestre de la Orden Teutónica, fue el fundador de la congregación femenina.

La congregación fue fundada por el archiduque Maximiliano de Austria-Este, gran maestre de la Orden Teutónica, en 1841, en Lana (Italia), con el fin de incrementar las actividades hospitalarias. Las nuevas religiosas tomaron como regla de vida las constituciones de san Vicente de Paúl adaptadas con algunos elementos añadidos de la regla teutónica. En 1842 se trasladó la casa madre a Opava (Austria).
El instituto recibió la aprobación como congregación religiosa de derecho pontificio, mediante decretum laudis del 1 de julio de 1854, del papa Pío IX.

## Organización
La Congregación de Hermanas de la Caridad de la Orden Teutónica es un instituto religioso de derecho pontificio y centralizado, cuyo gobierno es ejercido por el mismo gran maestre de la Orden Teutónica, sin por ello perder la autonomía. La casa general se encuentra en Viena (Austria).
Las hermanas teutónicas viven según el modelo de vida establecido en sus propias constituciones, basadas en las de Vicente de Paúl y se dedican a la pastoral social y educativa. En 2017, el instituto contaba con 113 religiosas y 19 comunidades, presentes en Alemania, Austria, Eslovenia, Eslovaquia, Italia y República Checa.